# Santuario de Nuestra Señora de Linares (Córdoba)

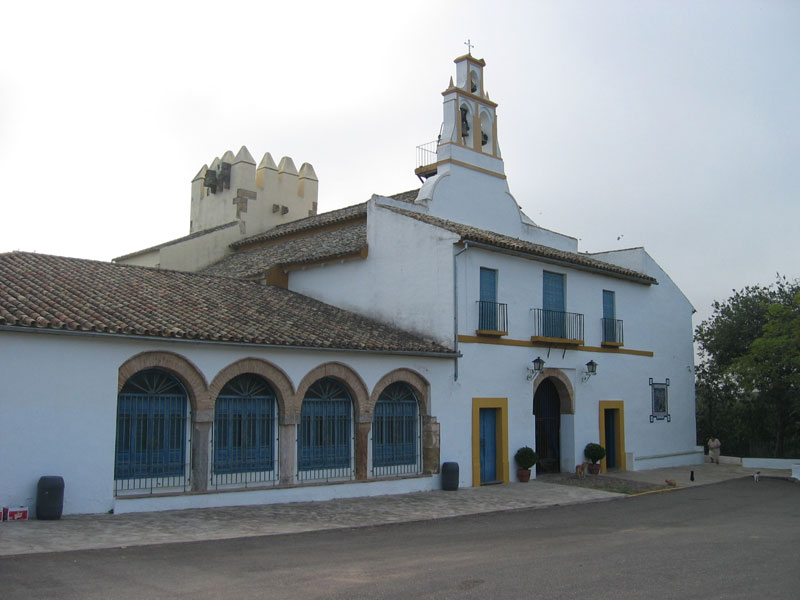
Santuario de Nuestra Señora de Linares.

El santuario de Nuestra Señora de Linares  se encuentra situado al norte de la ciudad de Córdoba (España), y en las primeras estribaciones montañosas de Sierra Morena y está conectado históricamente con la conquista de la ciudad de Córdoba por Fernando III, en 1236, que estableció en él su campamento y creó sobre una antigua torre vigía musulmana el primer santuario extramuros de la ciudad, el más antiguo de Córdoba y la provincia. Posteriormente se fueron añadiendo edificaciones y, pese a sus transformaciones, conserva elementos de interés como la torre vigía hispanomusulmana y el esquema espacial de la ermita.

## Descripción
El Santuario es un complejo arquitectónico, basado en un núcleo preexistente, una atalaya o torre vigía, a la que se le fueron adosando hasta constituir una unidad constructiva, con posterioridad, una serie de construcciones: el templo, la hospedería y la vivienda del santero. Todos estos elementos están ensamblados, conformando un único edificio. 
La torre, perteneciente a la arquitectura militar islámica del siglo IX, fue, según la tradición, el lugar que eligió el rey Fernando III para que sirviese de primer templo a la Virgen. Es de planta cuadrada, fábrica de mampostería con sillares en las esquinas y dos plantas. La planta baja, incluida dentro del ámbito de la iglesia, constituye el antiguo presbiterio y está cubierta con bóveda de cañón. 
El templo es de cruz latina con un añadido posterior para formar un ábside. Se compone de atrio con coro alto, una nave, capillas laterales, presbiterio y ábside. El atrio, de planta rectangular, presenta una puerta exterior con arco de medio punto, recercada por alfiz y cancela de forja. Se cubre con techo plano y en los muros se conservan algunos exvotos. La portada interior de acceso a la nave es de piedra caliza, con un arco apuntado cuya clave lleva tallado el emblema de Linares, se apoya en unas jambas de piedra que terminan en una imposta de la que arrancan tanto el arco como el alfiz. Todos estos elementos arquitectónicos tienen una moldura de perfilería gótica. 
Junto a la portada, en planta alta, se desarrolla el coro, de planta rectangular, abierta a la nave de la iglesia con un arco deprimido rectilíneo y una barandilla de balaustres de madera.

La nave es de planta rectangular alargada y no muy regular, con dos brazos abiertos a la nave central por arcos apuntados y capillas laterales decoradas con retablos. Lo más sobresaliente de este espacio es la colección de pintura con obras de Antonio del Castillo o Juan de Alfaro y otras de Zambrano, Sarabia y anónimos cordobeses del siglo XVII.

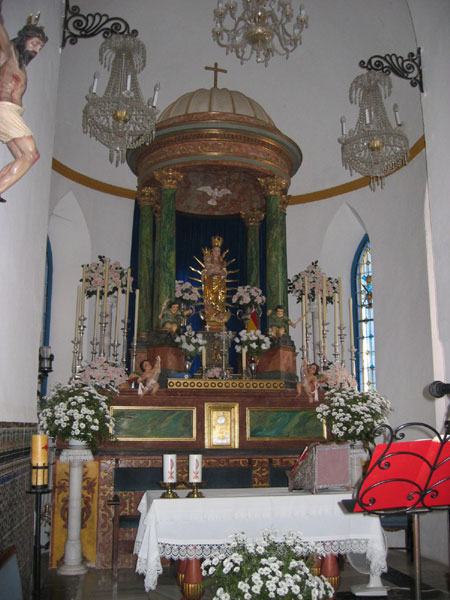
Interior del santuario.

A la derecha, existe una capilla de planta rectangular cubierta con bóveda de arista y tres hornacinas con retablos. A la izquierda, otra capilla de planta rectangular cubierta con bóveda de cañón con lunetos y con dos hornacinas para retablos.
Finaliza la nave en un arco apuntado cuya rosca es de piedra arenisca y conecta con un tramo más estrecho, que corresponde al torreón. Era el antiguo presbiterio. Se cubre con bóveda de cañón. El ábside conecta con el tramo anterior, es de forma semicircular cubierta con una cúpula sencilla y en su paramento se abren cinco ventanas apuntadas. Este espacio está presidido por un templete neoclásico que cobija la talla de la Virgen de Linares. Es de planta circular con columnas corintias que sostienen una cúpula.
Desde el lado derecho del templo se accede a la sacristía, donde se encuentra el exvoto más antiguo, fechado el 1717. También anexa al muro derecho se ubica la casa del santero, con dos plantas. En la parte izquierda se encuentra parte de la antigua hospedería.
La fachada principal del santuario reproduce los esquemas de casas de campo de los siglos XVIII y XIX, con un marcado carácter popular. Presenta, en primer lugar, el muro de cerramiento de la antigua hospedería en la que se abren cuatro arcos de medio punto. La del templo es de dos plantas. En planta baja, hay dos puertas adinteladas con marco de listel y en el centro un vano de arco de medio punto y un rehundido de alfiz, la entrada interior del templo. En planta alta existen tres balcones sencillos y cubierta con tejado de un agua. Tras él se eleva un parapeto curvilíneo del que sale la espadaña, de dos cuerpos, el bajo con dos arcos de medio punto entre pilastras y el segundo con un arco de campana que termina en una cornisa con copete central. Fue construida en 1862.
En resumen, el aspecto de esta construcción es el de un caserío rural andaluz más que un edificio religioso, pero, por su complejidad, no presenta la apariencia de ermita rural.

## Romería al Santuario de Nuestra Señora de Linares.
Gran es la devoción del pueblo de Córdoba por la Virgen de Linares que se remonta hasta la reconquista de la ciudad por tropas cristianas en el año 1236 capitaneadas por el rey Fernando III,  el mismo monarca como todo su ejército la veneraban por lo que se le conoce también como la Virgen Conquistadora y Capitana.
Es cuando la hermandad de la Virgen de Linares parte desde Córdoba para dirigirse hacia el Santuario de la Virgen de Linares que se encuentra a pocos kilómetros de la capital en las estribaciones de la Sierra de Córdoba para venerar a la Virgen santa de Linares.

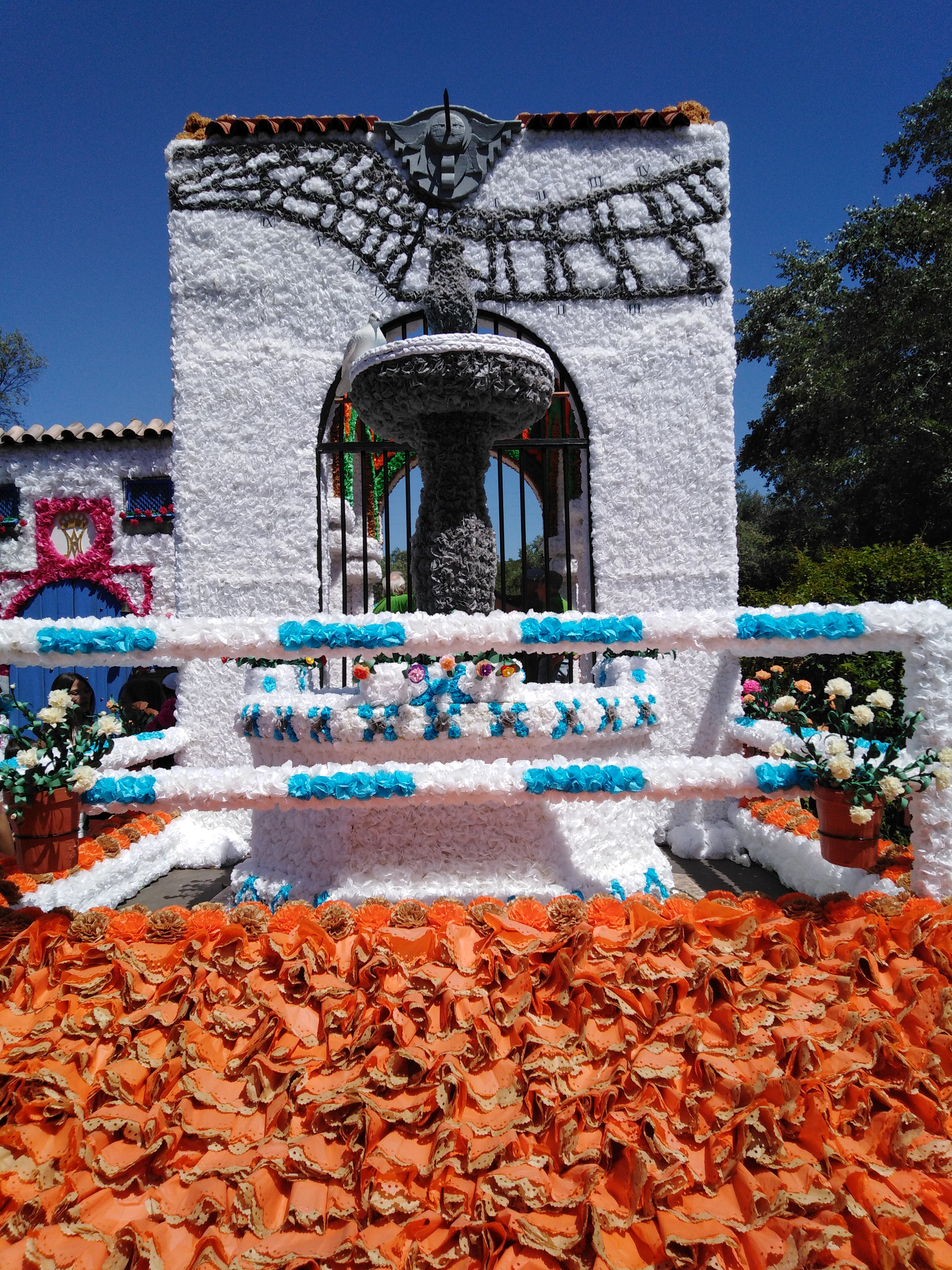
Carroza Romería de Linares 2019

Caballistas, carrozas engalanadas y romeros vestidos con los trajes típicos forman el cortejo que, cada mes de mayo, recorre las principales calles de Córdoba para continuar su marcha hacía el santuario donde los peregrinos reciben la bendición de la Virgen y se premia a las carrozas mejor vestidas. En este ambiente festivo donde los cantos rocieros y los bailes de sevillana no pueden faltar, familias y amigos pasan en los alrededores del santuario un día de convivencia festejando este día tan especial.